# The Girl from Montana
Pour plus de détails, voir Fiche technique et Distribution.
The Girl from Montana est un film muet américain réalisé par Gilbert M. Anderson et sorti en 1907.

## Fiche technique
- Titre : The Girl from Montana
- Réalisation : Gilbert M. Anderson
- Scénario :
- Photographie :
- Montage :
- Producteur : Harry Buckwalter, William Selig
- Société de production : Selig Polyscope Company
- Société de distribution : Selig Polyscope Company
- Pays d'origine :  États-Unis
- Langue : film muet avec les intertitres en anglais
- Format : Noir et blanc — 35 mm — 1,33:1 — Muet
- Genre : Western
- Durée : 2 minutes
- Date de sortie :
  -  États-Unis : 14 mars 1907

## Distribution
- Pansy Perry